# 38 papug
38 papug (ros. 38 попугаев) – seria krótkometrażowych filmów lalkowych zrealizowana przez Iwana Ufimcewa, powstała na podstawie scenariusza Grigorija Ostera.

## Serie filmowe
- 1. 38 попугаев (1976)
- 2. Бабушка удава (1977)
- 3. Как лечить удава (1977)
- 4. Куда идёт слонёнок (1977)
- 5. Привет мартышке (1978)
- 6. Dlaczego papuga nie fruwa (А вдруг получится!) (1978)
- 7. Зарядка для хвоста (1979)
- 8. Завтра будет завтра (1979)
- 9. Великое закрытие (1985)
- 10. Ненаглядное пособие (1991)

## Wersja polska
Dlaczego papuga nie fruwa:
- Wersja polska: Studio Opracowań Filmów w Łodzi
- Reżyseria: Grzegorz Sielski
- Dialogi: Elżbieta Marusik
- Dźwięk: Elżbieta Matulewicz
- Montaż: Ewa Rajczak
- Kierownictwo produkcji: Bożena Dębowska

## Nagrody
- 1975: 38 попугаев (I nagroda "Kryształowy puchar" na Międzynarodowym Festiwalu Filmowym w Zagrzebiu, dyplom w Rydze)
- 1977: Бабушка удава (I nagroda na MFF w Portugalii)
- 1978: Dlaczego papuga nie fruwa (А вдруг получится!) (dyplom na WFF w Aszchabadzie)